# Опель, Адам
А́дам О́пель (нем. Adam Opel; 9 мая 1837, Рюссельсхайм — 8 сентября 1895, Рюссельсхайм) — основатель компании Adam Opel GmbH.

## Биография
Родился в семье фермера Тонгеза Опеля. С раннего детства у Адама присутствовала тяга к механике. Тогда же его отец решил для себя, что фермерство не самое подходящее занятие для его сына и отправил его учиться на кузнеца.
Пять лет он ездил по Европе, учился и набирался знаний, а вернувшись в 1862 году домой сконструировал швейную машинку, подобную той, что видел ранее на Парижской выставке.
В 1863 Адам Опель открыл в Рюссельсхайме фабрику по производству швейных машин.
Во время скитаний по Европе, а именно во Франции, Адам увидел не только швейную машинку, но и велосипед, и твердо решил популяризовать в своей стране очередную новинку, организовав производство велосипедов. В их конструкции он применил новшество для того времени — колеса с шинами, наполненными воздухом.
В 1868 году женился на Софи Мари Шеллер.
У четы Опелей было пять сыновей: Карл, Вильгельм, Генрих, Фридрих и Людвиг. Все пятеро работали в семейном бизнесе.
Умер Адам Опель 8 сентября 1895 года, за три года до того, как его сыновья занялись производством автомобилей — товара, благодаря которому основанная им компания стала знаменита на весь мир.
В 1895 году, когда Адам Опель умер, компания уже изготавливала две тысячи велосипедов в год и лидировала в Европе по продажам швейных машин. При поддержке матери братья Опель решили двигаться в неоперившуюся ещё автомобильную промышленность и произвели свои первые автомобили в 1899 году.
Через 25 лет с момента основания Опель стал успешным международным изготовителем, экспортирующим швейные машины в Европу, США, Россию и Индию. В 1887 году Опель запустил в производство другую исключительно высоко оцененную машину — велосипед. За эти годы Опель стал самым большим в мире изготовителем велосипедов.
В 1899 году Опель произвел первый автомобиль, потратив 37 лет на разработку и наработку производственного опыта. Хотя сам Адам Опель умер прежде, чем было начато автомобильное производство, семья Опель продолжила его видение, делая автомобиль доступным для как можно большего числа людей.